# František Šašek
František Šašek (19. února 1903, Praha – 1. května 1995, Praha) byl český pedagog, hudebník, divadelní ochotník, sběratel lidových písní, malíř a karikaturista.

## Život
Jeho rodiče, Anna a František Šaškovi, pocházeli z jižních Čech. Otec byl krejčí a při práci v dílně naučil svého syna zpívat mnoho národních lidových písní. Když byly malému Františkovi čtyři roky, otec mu zemřel a jeho matka pak si pak vzala Vojtěcha, bratra svého zesnulého manžela, který také ovlivnil kladný vztah malého Františka k hudbě a zpěvu.
Po úspěšném absolvování základní školní docházky studoval František Šašek v Praze na učitelském ústavu pro odborné učitele. Jako hlavní předměty, které též později vyučoval, si zvolil zpěv, kreslení a tělocvik, v nichž osvědčil své hudební, výtvarné a pohybové nadání, později si k těmto předmětům přibral ještě německý jazyk.
První učitelské místo dostal František Šašek ve Velkých Popovicích. Do podhůří Orlických hor se dostal poprvé s dětmi v rámci jejich prázdninového pobytu v Jablonném nad Orlicí. Protože nemohl sehnat učitelské místo v Praze ani v bezprostředním okolí, poohlédl se po práci na Žamberecku, kde se mu zalíbilo. V září roku 1923 dostal nabídku jít učit přímo do Žamberka, čtvrtou třídu obecné školy. Děti, které měl tenkrát vyučovat, byly tedy jen o deset let mladší než on, a proto si navzájem velice rozuměli. Mladý nadšený učitel Šašek se jim věnoval nejen v pracovní době v rámci školy, ale také o sobotách a nedělích, kdy pro ně obětoval spoustu svého volného času. Pořádal pro ně výlety do okolí a nejrůznější sportovní i jiné akce, přičemž kladl důraz na rozvoj jejich estetického a sportovního nadání. V průběhu dvacátých a třicátých let vystřídal, jak bylo v té době obvyklé, několik škol v blízkém okolí Žamberka. Ve školním roce 1925–1926 tak vyučoval na menšinové škole v nedalekém Lanškrouně. Poté se vrátil na čas do Žamberka, kde se 29. června 1929 oženil s Marií Jirešovou. Záhy ovšem opět změnil své učitelské působiště a přesunul se do nedalekého Klášterce nad Orlicí. Zde působil od roku 1928 jako zatímní odborný učitel, od roku 1931 byl jmenován definitivním odborným učitelem. Tím zajistil pevnější existenci nejen sobě, ale i své čerstvě tříčlenné rodině – v tomtéž roce se totiž narodil jeho syn Jiří Šašek. Ani v Klášterci se však Šašek dlouho nezdržel a v roce 1933 odchází i s rodinou do tehdejšího Kyšperka. Odtud se po třech letech opět vrací do Žamberka, kde se mu v roce 1937 narodila dcera Eva. V roce 1946 odešel František Šašek s rodinou do Prahy, kde zemřel 1. května 1995.